# 珍帶魚
珍帶魚，为輻鰭魚綱鱸形目鯖亞目带鱼科的其中一種。分布於西印度洋，從紅海至印度海域，棲息深度250-350公尺，本魚身體極度拉長扁平，並逐漸變細到一個點。嘴非常大，腹鰭及尾鰭缺，體珍珠白，背鰭硬棘3枚;背鰭軟條106-116枚;臀鰭硬棘2枚;臀鰭軟條80枚，體長可達35公分，棲息在深水域，屬肉食性。

## 扩展阅读
維基物種上的相關：珍帶魚